# Luis Méndez de Haro y Guzmán

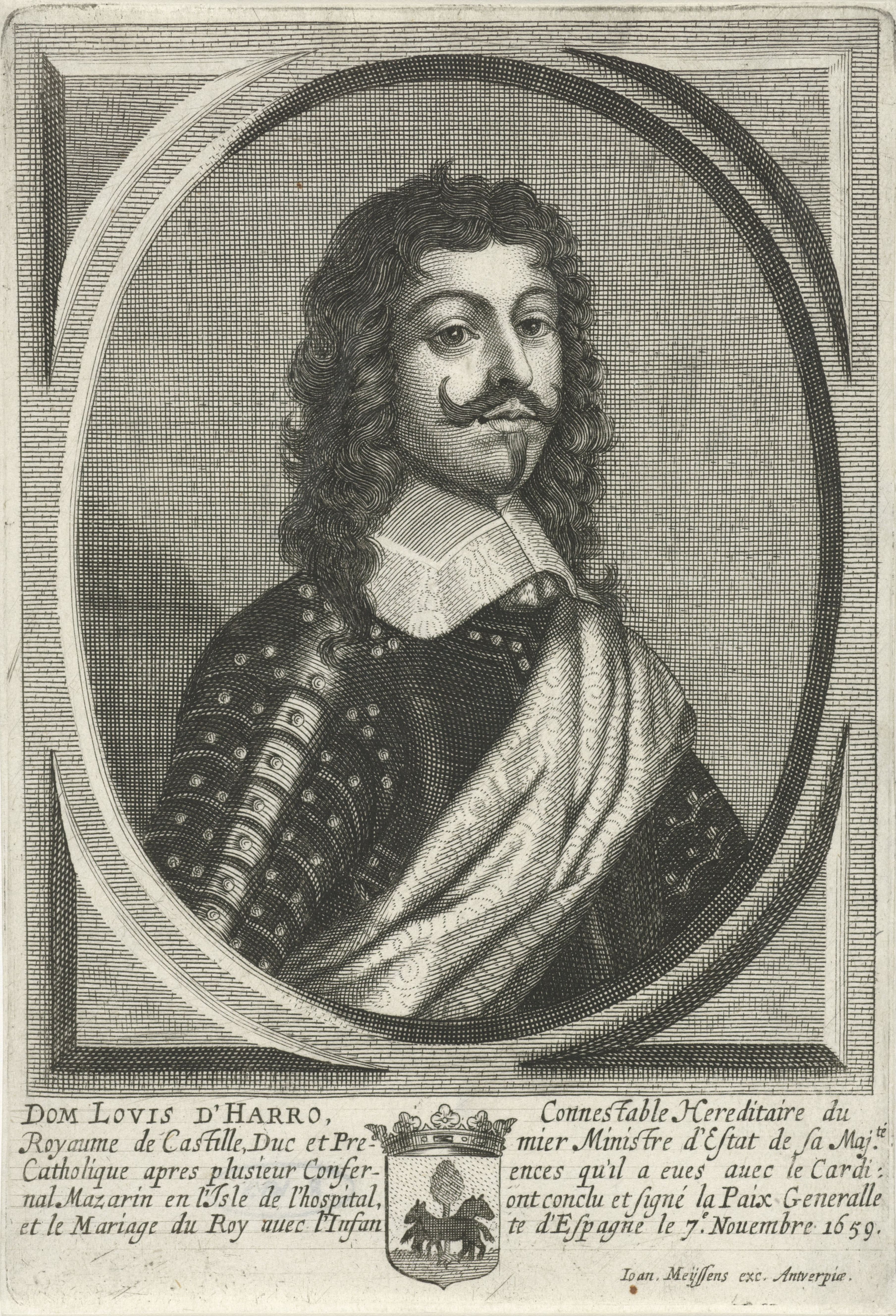
Luis Méndez de Haro y Guzmán, Stich aus der Mitte des 17. Jahrhunderts

Luis Méndez de Haro y Guzmán, Marqués von Carpio, Graf (Conde Duque) von Olivares, (* 17. Februar 1598 in Valladolid; † 26. November 1661 in Madrid) war Premierminister und Berater von König Philipp IV. von Spanien.

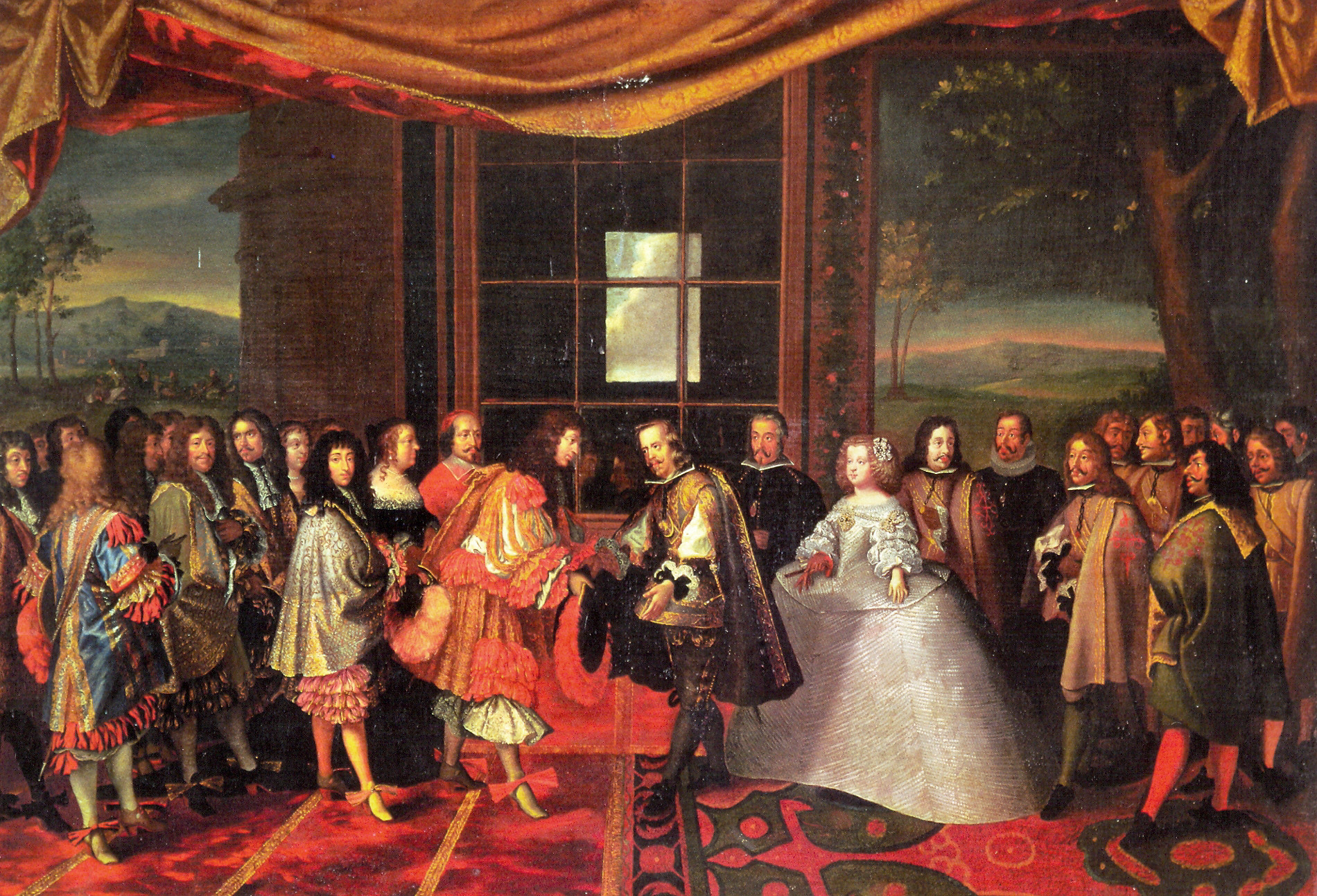
Luis de Haro rechts hinter Philipp IV. bei dessen Treffen mit Ludwig XIV., hinter dem symmetrisch zu Haro Mazarin steht, beim Pyrenäenvertrag 1659

Sein Vater war Diego Méndez de Haro y Sotomayor, Marqués von Carpio, seine Mutter Francisca de Guzmán, Schwester des Grafen von Olivares, der bis 1643 Minister von Philipp IV. war. Dank der Protektion seines Onkels machte er am Hof Karriere und wurde dessen Nachfolger als Premierminister, erreichte aber nicht dessen Einfluss.
In seine Ägide fiel die Unterzeichnung des Westfälischen Friedens 1648. Er war Hauptunterhändler im für Spanien ungünstigen Pyrenäenfriede von 1659 mit Frankreich, der den jahrzehntelangen Französisch-Spanischen Krieg beendete. Zuvor hatte er vergeblich versucht, eine Allianz mit Oliver Cromwell gegen Frankreich zu schmieden. Sein Hauptziel war es durch äußere Friedensschlüsse Kräfte für den Kampf im Innern Spaniens zu gewinnen (Aufstände in Katalonien, Wiedererlangung Portugals). Ein Erfolg seiner Amtszeit war die Niederwerfung des Aufstands in Katalonien und der Wiedereroberung von Barcelona 1652 durch Juan José de Austria, mit Portugal hatte er weniger Erfolg. Er befehligte selbst als General die spanischen Truppen in der Schlacht an von Elvas am 14. Januar 1659 gegen Portugal, die mit einer spanischen Niederlage endete.
Er war der Vater des Kunstsammlers, Diplomaten und Vizekönigs von Neapel Gaspar de Haro y Guzmán.